# جيمس أرثر مور
جيمس أرثر مور (بالإنجليزية: James A. Moore)‏ (3 سبتمبر 1965، أتلانتا في الولايات المتحدة)؛ كاتب وروائي أمريكي.

## روابط خارجية
- جيمس أرثر مور على موقع IMDb (الإنجليزية)
- جيمس أرثر مور على موقع ميوزك برينز (الإنجليزية)